# Lexus Ilkley Trophy 2024
Die Lexus Ilkley Trophy 2024 war ein Tennisturnier der ITF Women’s World Tennis Tour 2024 für Damen und ein Tennisturnier der ATP Challenger Tour 2024 für Herren in Ilkley und fand zeitgleich vom 16. bis 22. Juni 2024 statt.